# La Ciénega, Jalisco
La Ciénega är en ort i Mexiko.   Den ligger i kommunen Tepatitlán de Morelos och delstaten Jalisco, i den centrala delen av landet, 400 km väster om huvudstaden Mexico City. La Ciénega ligger 1 880 meter över havet och antalet invånare är 120.
Terrängen runt La Ciénega är huvudsakligen kuperad, men österut är den platt. Runt La Ciénega är det ganska tätbefolkat, med 86 invånare per kvadratkilometer. Närmaste större samhälle är Tepatitlán de Morelos, 18,1 km norr om La Ciénega. I omgivningarna runt La Ciénega växer huvudsakligen savannskog.